# Amaurascopsis
Amaurascopsis är ett släkte av svampar. Amaurascopsis ingår i familjen Gymnoascaceae, ordningen Onygenales, klassen Eurotiomycetes, divisionen sporsäcksvampar och riket svampar.
|               | Pseudoarachniotus                         |
|               |                                           |
|               | Gymnoascus                                |
|               |                                           |
|               | Arachniotus                               |
|               |                                           |
|               | Kraurogymnocarpa                          |
|               |                                           |
|               | Gymnascella                               |
|               |                                           |
|               | Petalosporus                              |
|               |                                           |
|               | Acanthogymnomyces                         |
|               |                                           |
|               | Testudomyces                              |
|               |                                           |
| Amaurascopsis | \| \| Amaurascopsis perforata \| \| \| \| |
|               | \| \| Amaurascopsis perforata \| \| \| \| |
|               | Actinodendron                             |
|               |                                           |
|               | Leucothecium                              |
|               |                                           |
|               | Oncocladium                               |
|               |                                           |
|               | Orromyces                                 |
|               |                                           |
|               | Acitheca                                  |
|               |                                           |
|               | Amaurascopsis perforata                   |
|               |                                           |

|  | Amaurascopsis perforata |
|  |                         |